# Go-Daigo

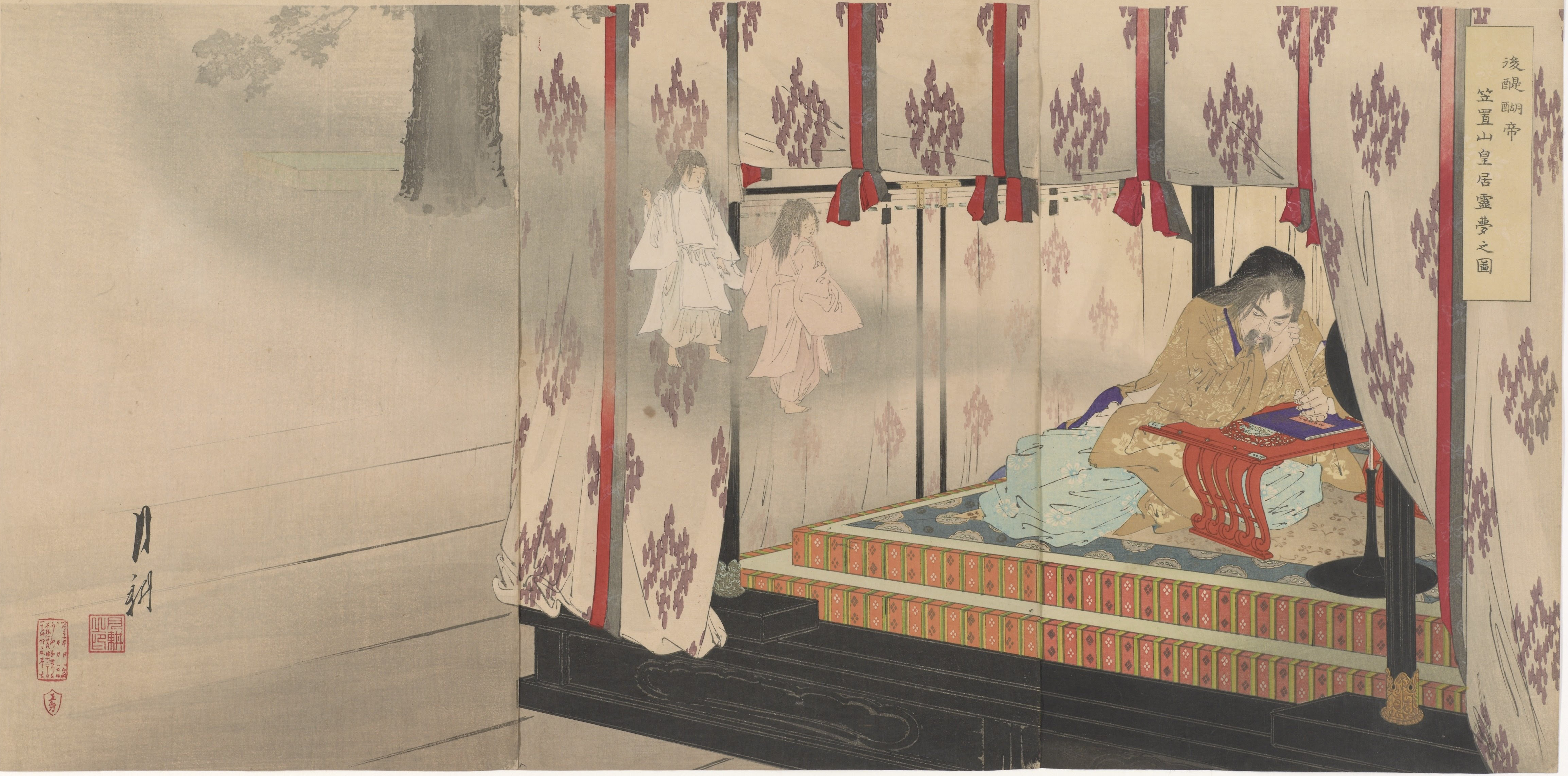
Go-Daigo (ca. 1890), Druck von Gekko Ogata (1859–1920)

Go-Daigo (jap. 後醍醐天皇, Go-Daigo-tennō, wörtlich „‚Butteröl‘ der Spätere“; * 26. November 1288; † 19. September 1339) war der 96. Tennō von Japan (29. März 1318–18. September 1339). Er war ein Sohn Kaisers Go-Uda und der Vater des Tennō Go-Murakami. Mit ihm endete 1333 die Regierung des Kamakura-Shōgunats. Sein Eigenname war Takaharu (尊治).
Go-Daigo bestieg den Thron am 29. März 1318. Damals gab es eine Entscheidung des Kamakura-Shogunats, dass der Thron alle 10 Jahre zwischen den Daikakuji- und Jimyōin-Linien wechseln sollte. Go-Daigo hielt sich jedoch nicht daran. 1331 wurde Go-Daigos Plan, das Shogunat zu stürzen, offenbar. Das Kamakura-Shōgunat verbannte ihn auf die Insel Oki, (heute Präfektur Shimane) und ernannte Kōgon als Tennō.
Go-Daigo hatte viele Hofdamen und von ihnen viele Söhne und Töchter. Einige seiner Söhne halfen ihm als Generäle in seinem Kampf gegen die Samurai im Genkō-Krieg 1331 bis 1333. Dabei versuchte der verbannte Kaiser Go-Daigo die militärische Macht zu erringen. Er gewann das Vertrauen von Ashikaga Takauji (1305–1358), einem General des Kamakura-Shōgunats, der 1333 nach Kyōto gesandt worden war, um die seit 1331 währende Rebellion Go-Daigos niederzuschlagen. Nachdem Takauji von der Shōgunatsherrschaft zunehmend desillusioniert worden war, schloss dieser sich Go-Daigo an. Takauji griff daraufhin die Rokuhara Tandai, die obersten Kommandierenden des Kamakura-Shōgunates, an. Beide tandai, Hōjō Nakatomi und Hōjō Tokimasu flohen nach Osten, wurden aber in der Provinz Ōmi gefasst und getötet. Am 7. Juli 1333 wurde Kōgon als Tennō entthront. Tennō Go-Daigo setzte zudem den bisherigen Shōgun ab und machte seinen eigenen Sohn, Prinz Moriyoshi, (auch bekannt als Prinz Morinaga) zum Shōgun, und übertrug ihm damit die Befehlsgewalt über das Militär. Nach seiner Idee sollte der Tennō wie im Altertum direkt den Staat beherrschen und er gab dem Hofadel mehr Macht (Kemmu-Restauration). Ashikaga Takauji lehnte sich jedoch gegen Prinz Moriyoshi auf und entmachtete ihn. Prinz Moriyoshi wurde 1335 von Takauji Ashikagas jüngerem Bruder Ashikaga Tadayoshi getötet. Der Restaurationsversuch des Tennō Go-Daigo scheiterte 1336 endgültig mit der Niederlage des kaiserlichen Heeres in der Schlacht am Minatogawa.
Nach dem Misslingen der Kemmu-Restauration ernannte Takauji 1336 den Gegentennō Kōmyō, den Bruder von Kōgon. Go-Daigo verlegte den Hof von Kyōto weg in die Yoshino-Berge (Zeit der Nord- und Südhöfe), heute Präfektur Nara, wo sein Grab liegt. Der Kaiserhof spaltete sich in die Nord- und die Süd-Dynastie. Die Auseinandersetzung dauerte bis zum Jahr 1392, als die Dynastie unter Führung von Ashikaga Yoshimitsu vereinigt wurde.